# Biostat
BioStat – jednostka naukowa z siedzibą w Rybniku posiadająca status centrum badawczo-rozwojowego nadany przez Ministra Przedsiębiorczości i Technologii na podstawie ustawy z dnia 30 maja 2008 r. o niektórych formach wspierania działalności innowacyjnej.
Firma powstała w 2005 roku. Opracowała system karty obserwacji klinicznej eCRF do zarządzania badanami klinicznymi oraz oprogramowanie Elektronicznej Dokumentacji Medycznej Medfile wspierające rządowy program e-Zdrowie. Biostat realizuje także cykliczne badania opinii wśród pacjentów i lekarzy na temat stanu polskiej służby zdrowia współpracując z NFZ czy PFRON. Publikacje dystrybuowane są przez portale lekarskie oraz na stronach Naczelnej Izby Lekarskiej.

## Cechy i funkcjonalność
Oprogramowanie eCRF zbiera w jednym miejscu pacjentów z całego świata zaangażowanych w badanie kliniczne lub rejestr medyczny (rejestr schorzenia). Program pozwala na zarządzanie pacjentami, śledzeniem progresji schorzenia oraz natychmiastowym raportowaniem zdarzeń niepożądanych.
Program działa w oparciu o wytyczne Agencja Żywności i Leków (FDA). Zbudowany został zgodnie z wytycznymi FDA CFR Title 21 Part 11.
Biostat jest partnerem projektu  - jest to Platforma weryfikacji zgodności systemów IT z profilami IHE i standardami HL7.
Biostat specjalizuje się szczególnie w obszarze niekomercyjnych badań klinicznych i e-zdrowia (cyfryzacji polskiej służby zdrowia oraz automatyzacji procesów w badaniach klinicznych).

## Statystyki i popularność
BioStat współpracuje z większością instytutów badawczych i ośrodków akademickich w Polsce, takich jak: Warszawski Uniwersytet Medyczny, Śląski Uniwersytet Medyczny, Polska Akademia Nauk, Instytut Pomnik Centrum Zdrowia Dziecka, Instytut Hematologii i Transfuzjologii, Instytut Kardiologii im. Prymasa Tysiąclecia Stefana Kardynała Wyszyńskiego, Collegium Medicum w Bydgoszczy, Instytut Medycyny Pracy im. Prof. J. Nofera, Uniwersytet medyczny w Lublinie, Państwowy Instytut Weterynaryjny, Szkoła Główna Handlowa, Uniwersytet Jagielloński. Jest partnerem koncernów farmaceutycznych: Roche, Novartis, Takeda, Pfizer, Polpharma, Adamed, Chiesi, Johnson & Johnson.
Biostat znany jest w środowisku farmaceutycznym z regularnie realizowanych badań dotyczących postrzegania służby zdrowia oraz jakości obsługi pacjenta realizowanych m.in. dla Naczelnej Izby Lekarskiej. 
Biostat współpracuje także w badaniach związanych z ochroną środowiska.
Firma jest także partnerem Fundacji Aflofarm i Naczelnej Izby Aptekarskiej w zakresie realizacji badań wizerunku farmaceutów. 
Raporty Biostat wykorzystywane są także przez parlamentarzystów, m.in. w tematyce związanej z problemami zdrowotnymi, w tym w szczególności badania o tematyce związanej z cukrzycą realizowane we współpracy z Polskim Stowarzyszeniem Diabetyków
Biostat zaangażowany jest również w kampanie związane z ekologią i ochroną zwierząt (w tym zwierząt futerkowych). W tym zakresie agencja prowadzi badania we współpracy ze stowarzyszeniem otwarte klatki. W kampanię ochrony zwierząt futerkowych zaangażowały się w 2019 roku znane aktorki Maja Ostaszewska i Magdalena Różczka
Kluczowa usługa firmy – program do prowadzenia dokumentacji medycznej Medfile.pl obsługuje 100 tys. wizyt pacjentów miesięcznie, dostarczając rozwiązań EDM (e-Recepty, e-Zwolnienia) współpracuje z największym dostawcą usług rejestracji pacjentów online w Polsce łączącą pacjentów i lekarzy - portalem Znanylekarz.pl
Biostat w związku z epidemią rozpoczął współpracę z Uniwersytetem Medycznym we Wrocławiu nad Badaniem klinicznym oceny skuteczności i bezpieczeństwa fosforanu chlorochiny w ambulatoryjnym leczeniu COVID-19

## Nagrody i wyróżnienia
Biostat jest laureatem nagrody głównej „Pro Silesia” 2018 wręczonej na gali w ramach Europejskiego Kongresu MŚP. Nagrodę „Pro Silesia” otrzymują przedsiębiorstwa wykazujące się wyjątkowymi działaniami międzysektorowymi w obszarze biznesu, nauki i samorządu oraz współpracy międzynarodowej.
Prezes zarządu Biostat został w 2013 roku uhonorowany tytułem Człowieka roku w Rybniku (miasto siedziby Biostat) w kategorii Biznes.
Biostat został w 2019 roku laureatem konkursu 9 rankingu 50 Najbardziej Kreatywnych w Biznesie. Ranking od 9 lat pomaga budować i promować innowacyjne oraz kreatywne biznesy w Polsce. Ranking tworzony jest w partnerstwie  PKN ORLEN, Grupa Eurozet, Agencja Rozwoju Przemysłu, EY Polska oraz Millennium Leasing. W kapitule konkursu poza przedstawicielami wymienionych podmiotów tworzą także przedstawiciele: Facebooka, Francusko-Polska Izba Gospodarcza, Fundacja Przedsiębiorczości Kobiet, Startup Poland, Lotte Wedel.

## Publikacje
- Randomized Controlled Trial Evaluating Dialkylcarbamoyl Chloride Impregnated Dressings for the Prevention of Surgical Site Infections in Adult Women Undergoing Cesarean Section.  Paweł Jan Stanirowski,  Magdalena Bizoń, Krzysztof Cendrowski, Włodzimierz Sawicki. Analizy statystyczne - BioStat.[1]
- Targin - efficacy and safety of therapy following conversion from earlier opioid in patients with cancer pain. Observational study report. Elwira Góraj - Centrum Onkologii-Instytut. Analizy statystyczne - BioStat.[2]
- Raport Pracodawczy i pracodawczynie zatrudniający cudzoziemców w Polsce https://interwencjaprawna.pl/wp-content/uploads/2018/06/RAPORT_PRACODAWCY_I_PRACODAWCZYNIErev-1.pdf - zrealizowane na podstawie badań BioStat